# August Albrecht (Verleger)
August Albrecht (* 24. Juli 1890 in Hamburg; † 22. Juli 1982 in Mittenwald) war ein deutscher Verleger, Geschäftsführer der Sozialistischen Arbeiterjugend und Jugendsekretär beim Parteivorstand der SPD in Berlin.

## Leben und Wirken
August Albrecht war der Sohn eines Zimmermanns, der später als Kohlenhändler arbeitete. Kindheit und Jugend verbrachte er in beengten Verhältnissen im Hamburger Gängeviertel. Er arbeitete anfangs als Transportmitarbeiter und trat im Frühjahr 1906 einer Gruppe der Hamburger Arbeiterjugend bei. In der Organisation, die erst seit Herbst 1904 bestand, arbeitete er als Jugend- und Distriktleiter mit und übernahm später Ombudsämter im Spiel- und Wanderausschuss. Aufgrund des Reichsvereinsgesetzes endeten die Tätigkeiten im Alter von 18 Jahren 1908. Daraufhin gründete er mit Freunden einen Wanderverein. Die Vereinsmitglieder hatten bald ein eigenes Vereinsheim und organisierte Ferienfahren, die auch Dänemark und Schweden zum Ziel hatten.
Während des Ersten Weltkriegs musste Albrecht ab Anfang 1915 Kriegsdienst leisten. Er wechselte später auf eigenen Wunsch zu den Alpinjägern, mit denen er in den Karpaten und den Italienischen Alpen kämpfte. Nach wiederholten Verwundungen kam er Ende 1917 in ein Lazarett in Neuburg an der Donau. Hier wurde ihm attestiert, „kriegsverwendungsunfähig“ zu sein. Das Hamburger Gewerkschaftskartell für die Jugendarbeit berief ihn daraufhin zurück in seine Geburtsstadt.
Albrecht hatte auch während des Krieges für die Arbeiterbewegung gearbeitet und 1916 geholfen, die Verbreitung der Monatszeitschrift „Arbeiterjugend“ zu organisieren. 1919 übernahm er die Leitung des Ausschusses für Arbeitsnachweise männlicher Jugendlicher am Hamburger Arbeitsamt. Hier arbeitete er mit Johannes Schult zusammen, der später Oberschulrat und Abgeordneter der Hamburgischen Bürgerschaft wurde. Albrecht beteiligte sich am Aufbau der Sozialistischen Arbeiterjugend, deren Geschäfte er bis Mai 1919 ehrenamtlich leitete. Der Vorstand der SPD berief ihn anschließend nach Berlin, wo er eine Stelle als Sekretär der „Zentralstelle der arbeitenden Jugend Deutschlands“ erhielt. In Berlin trat er für eine neu zu gründende „Einkaufszentrale“ ein, die dem Verband der Arbeiterjugendvereine, der SAJ und dem Arbeiterjugend-Verlag dienen sollte.
Albrecht beteiligte sich auch am Aufbau des Deutschen Jugendherbergswerks und wirkte dort bis in die 1950er Jahre als zweiter Vorsitzender. Er hatte viele Freundschaften, darunter zu dänischen Sozialisten, die er nutzte, um 1921 die sozialistische Jugendinternationale neu zu gründen und im selben Jahr deren zweiten Jugendtag in Bielefeld zu organisieren. Außerdem gründete er den „Reichsausschuss der deutschen Jugendverbände“ mit.
Während der Zeit des Nationalsozialismus hatte Albrecht eine kleine Buchhandlung, in der er Antiquariat anbot. 1944 zog er mit seiner Frau Lisa Albrecht, die er 1919 geheiratet hatte und der aus politischen Gründen die Verhaftung drohte, nach Mittenwald. Das Ehepaar richtete hier eine kleine Bücherei ein. Seine Ehefrau wurde später Bürgermeisterin von Mittenwald und Abgeordnete des Deutschen Bundestags.
Nach dem Ende des Zweiten Weltkriegs setzte sich Albrecht für den Wiederaufbau der SPD, anfangs in Bayern, ein. Außerdem engagierte er sich für den Aufbau der Jugendorganisation „Die Falken“ und war bis 1947 Vizepräsident des Bayrischen Jugendrings. Ab 1946 leitete er die Gruppe der sozialistischen Buchhändler und Verleger in Hannover. Danach baute er für den Deutschen Gewerkschaftsbund den Bund-Verlag mit Sitz in Köln auf, dessen Abteilung Buchhandel er später leitete. Im Ruhestand ging Albrecht zurück nach Mittenwald.